# Inki et l'Oiseau Minah
Pour plus de détails, voir Fiche technique et Distribution.
Inki et l'Oiseau Minah (Inki and the Minah Bird) est un dessin animé américain sans paroles de la série Merrie Melodies, réalisé par Chuck Jones sur un scénario de Warren Foster, et sorti en 1943. C'est le seul cartoon du domaine public avec les personnages de l'oiseau Minah, un mainate, et du chasseur Inki. 
Le dessin animé débute alors que le petit chasseur africain Inki envoie sa lance successivement sur un ver de terre puis un papillon, retentissent des bruits étranges qui font trembler toute la jungle et terrifient les animaux. C'est l'oiseau Minah, d'apparence pourtant inoffensive. Inki se met en tête de le chasser. Pour son plus grand malheur, car un lion s'en mêle. Et l'oiseau semble avoir des pouvoirs magiques.

## Synopsis

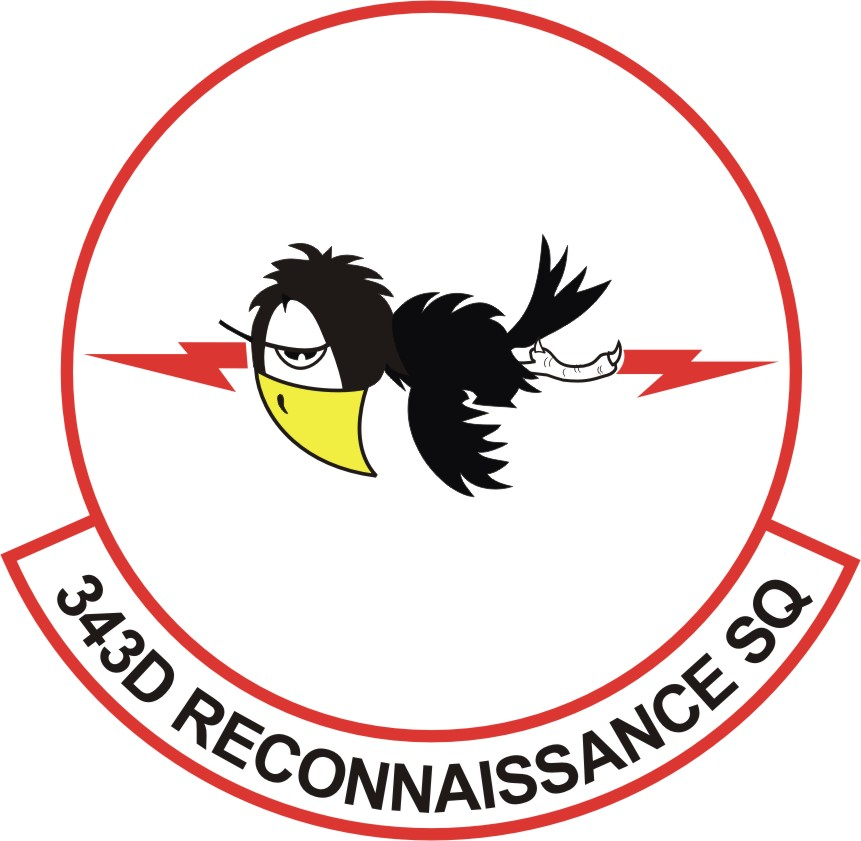
l'oiseau Minah a inspiré l'emblème du 343^{e} escadron de reconnaissance de l'U.S. Air Force basé dans le Nebraska.

Dans la jungle africaine, un ver de terre folâtre joyeusement. Soudain, la pointe d'une sagaie se plante juste devant lui. C'est la lance d'Inki le petit chasseur, qui veut devenir un grand guerrier. Le ver de terre s'en va, méprisant l'arme. Inki a du mal à extraire sa lance qui vibre encore et le secoue jusqu'à lui faire sauter l'anneau en ressort qui lui tient les cheveux ; ceux-ci retombent devant son visage et le cache entièrement. Peu après, il envoie sa lance contre un papillon tout guilleret. Ce dernier est d'abord effrayé quand la sagaie se fiche tout près, puis considérant la taille du lanceur, il pousse un rugissement qui fait fuir le petit héros de cette aventure. 
À couvert, Inki se croit sauf, mais tout un groupe d'animaux de la jungle grognants est massé juste derrière lui. Il a à peine le temps de prendre peur qu'un coin de la jungle se met à trembler et à bruire de façon inquiétante. En sort l'oiseau Minah, un mainate à l'aspect d'un corbeau endormi à la démarche bizarre : il fait un petit bond tous les deux ou trois pas. Inki revient par la voie des eaux avec un périscope afin de traquer l'animal sans risque, puis revient à terre.
Inki veut rapporter ce trophée et il lance sa sagaie sur l'oiseau qui s'est caché dans un petit buisson. Mais quand il retire sa lance, c'est un lion qui se trouve au bout ! Après un long moment d'appréhension, Inki part comme un flèche face au lion en colère. Le félin court après le chasseur jusque dans sa case. Inki sort un steak bien épais du garde-manger et le balance au fauve. Mais c'est l'oiseau noir, logé dans la gueule du lion, qui l'avale à sa place. L'oiseau quitte les mâchoires du lion. Ce dernier croit se régaler de la viande jusqu'à ce qu'il découvre la supercherie. Il se met à pleurer et à taper le sol de désespoir mais se reprend vite et prend en chasse l'oiseau énervant. Le Minah rentre dans une botte de foin mais continue à sautiller. Le lion arrive, puis le suit pas à pas. La botte rapetisse peu à peu, jusqu'à disparaître !  
Le fauve est interloqué puis se met en grande colère : il frappe un cocotier d'où tombent des noix... sur la tête du lion. Il tombe aussi dans ses pattes Inki le petit noir. Le lion semble attendri mais le chasseur s'enfuit à toute vitesse, jusque chez lui... où il arrive directement devant la gueule du lion, que, sans regarder, il ouvre et prend pour un abri sûr. 
Cependant, il sort un bras qui tâte les formes aux alentours, se rend compte que c'est bien du lion dont il s'agit. À nouveau il file comme une fusée, si vite qu'il garde le dentier du lion autour de la tête. Tâtant à nouveau, il croit être encore dans le lion et cherche à l'assommer d'un coup de gourdin mais il s'assomme à la place. Le lion retrouve son dentier et le replace, puis course à nouveau le petit guerrier. Pourtant, le lion s'arrête pour remarquer le retour de la botte de foin sautillante qui a l'odeur du steak. La botte reprend sa taille originale et le Minah en sort. Le lion s'apprête à le manger quand soudain l'oiseau s'enfonce dans un trou. Le lion le sent ressortir par un autre, puis l'oiseau va de trou en trou. Mais c'est finalement Inki qui ressort du dernier. Le petit chasseur prend peur et se réfugie dans un tonneau... où se trouve déjà le lion. Le chasseur et le lion finissent pas se découvrir et une bagarre éclate dans le tonneau. Le lion en est éjecté, puis le chasseur. En sort finalement le Minah, qui fait mine de fuir. Les deux autres se lancent à sa poursuite. Le nuage de poussière se dissipe, révèle l'oiseau qui est resté, mais aussi le chasseur, puis enfin le lion avec une serviette au cou et un couteau et une fourchette dans les pattes, prêt à le dévorer. C'est alors que l'oiseau prend le lion par la queue et le fait tournoyer au-dessus de sa tête, puis l'envoie dans la botte de foin. Celle-ci roule puis diminue de taille... jusqu'à disparaître. 
Inki, soulagé, veut remercier l'oiseau et lui tend sa main, mais à la place de la serrer, le mainate lui tend des brins d'herbe comme au jeu de la courte paille. Inki en tire un, qui se transforme en lion, celui qui le recherche pour le manger ! Nouvelle bataille entre le lion et le chasseur, d'où s'extrait prudemment ce dernier. Une fois la bagarre terminée, on remarque que les combattants étaient le lion et l'oiseau, ce dernier ayant récupéré dans son bec le dentier du lion.

## Fiche
Source IMDb
- Réalisation : Chuck Jones
- Scénario : Tedd Pierce
- Production : Leon Schlesinger Studios
- Musique originale : Carl W. Stalling
- Montage et technicien du son : Treg Brown (non crédité)
- Pays de production : États-Unis
- Langue : anglais
- Distribution : 
  - 1943 : Warner Bros. Pictures
  - 2016 : Alpha Video Distributors (compilation DVD Banned Cartoons)
- Format : Couleur Technicolor - 1,37:1 - son mono - procédé cinématographique : sphérique
- Durée : 7 minutes et 28 secondes
- Métrage : 200 mètres
- Genre	: court-métrage de dessin animé comique
- Date de sortie : 
  - États-Unis : 13 novembre 1943

### Animateurs
- Robert Cannon
- Shamus Culhane

Non cités au générique :
- Ken Harris
- Rudy Larriva
- Ben Washam
- Gene Fleury (décors)
- Bernyce Polifka (décors)
- John McGrew (préparation)

## Distribution
Voix originale :
- Mel Blanc (non crédité) : Lion

## Musique
Source IMDb
- Carl W. Stalling, directeur de la musique
- Milt Franklyn, orchestration (non crédité).

### Musiques
Aucune n'est portée au générique.
- Les Hébrides (Op. 26) de Felix Mendelssohn

Une partie de la mélodie est un extrait de cette ouverture.
- Goombay Drum

Musique par Charles Lofthouse, Schuyler Knowlton et Stanley Adams. Jouée brièvement au début du film.

## Commentaires
Le mainate Minah fait sa troisième apparition avec ce cartoon. Il n'est apparu majoritairement que dans la série des cinq courts métrages avec Inki. Il a été présent dans quelques autres cartoons mais n'a pas été l'objet d'une grande publicité ; il n'est présent que dans une seule histoire de BD, parue en 1941.